# Anuroctonus pococki
Espèce
Anuroctonus pococki est une espèce de scorpions de la famille des Anuroctonidae.

## Distribution
Cette espèce se rencontre aux États-Unis en Californie et au Mexique en Basse-Californie.

## Description

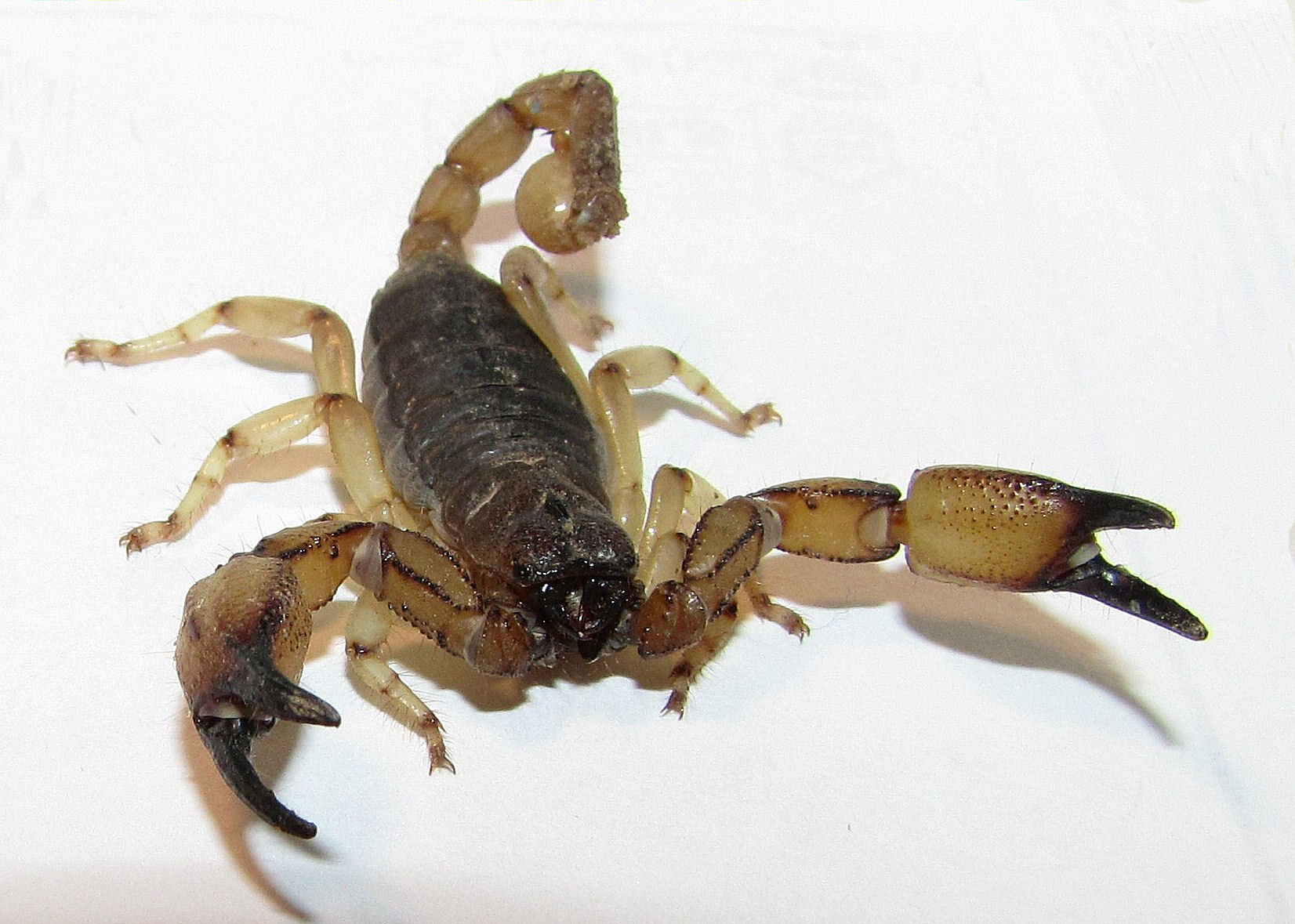
Anuroctonus pococki

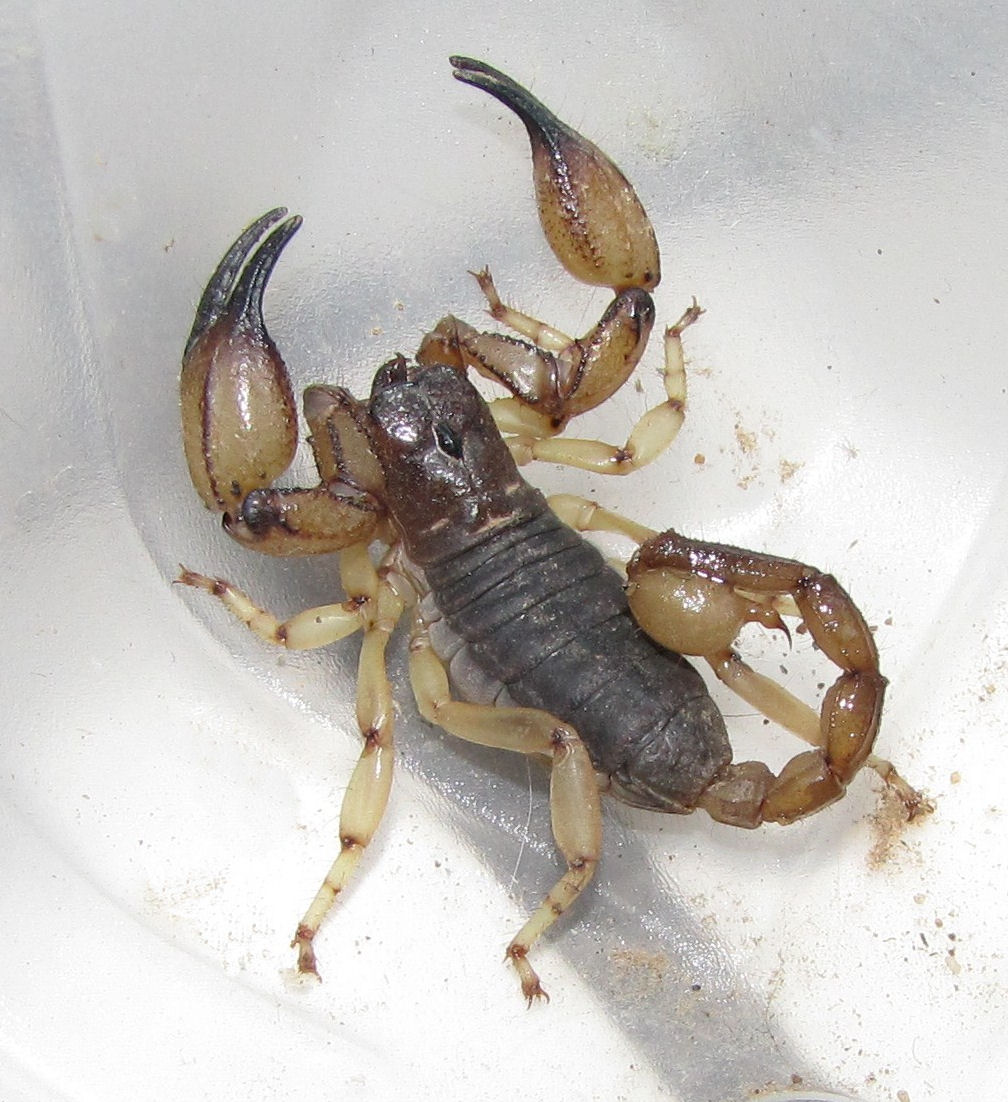
Anuroctonus pococki

Le mâle holotype d'Anuroctonus pococki pococki mesure 57,50 mm et la femelle 57,30 mm, les mâles mesurent de 52,25 à 66,15 mm. Le mâle holotype d'Anuroctonus pococki bajae mesure 51,20 mm et la femelle 38,75 mm, les mâles mesurent de 42,70 à 56,55 mm.

## Liste des sous-espèces
Selon The Scorpion Files (28/07/2023) :
- Anuroctonus pococki bajae Soleglad & Fet, 2004
- Anuroctonus pococki pococki Soleglad & Fet, 2004

## Systématique et taxinomie
Cette espèce a été décrite par Soleglad et Fet en 2004.

## Étymologie
Cette espèce est nommée en l'honneur de Reginald Innes Pocock.

## Publication originale
- Soleglad & Fet, 2004 : « The systematics of the scorpion subfamily Uroctoninae (Scorpiones: Chactidae). » Revista Ibérica de Aracnología, vol. 10, p. 81−128 (texte intégral).